# Rainer Marr
Rainer Marr (* 17. Juli 1942 in Gotha) ist ein deutscher Wirtschaftswissenschaftler. Er war von 1974 bis 2007 Professor an der Universität der Bundeswehr München und von 1991 bis 1995 Gastprofessor an der Technischen Universität Chemnitz. Von 2003 bis 2006 war er zudem Vorsitzender des Wirtschafts- und Sozialwissenschaftlichen Fakultätentages. Marr hat sich insbesondere auf dem Gebiet der Personalforschung hervorgetan. Er gilt als „MBA-Pionier“ in Deutschland und ist der „wissenschaftliche Vater“ des Personalmanagement-Professionalisierungs-Index (pix) der Deutschen Gesellschaft für Personalführung.

## Akademischer Werdegang

### Herkunft und betriebswirtschaftliches Studium
Rainer Marr wurde in Gotha, im damaligen Land Thüringen, geboren. Er studierte von 1962 bis 1967 Betriebswirtschaftslehre an der Ludwig-Maximilians-Universität München und legte das Examen zum Diplom-Kaufmann ab. Von 1968 bis 1973 war er wissenschaftlicher Mitarbeiter am Lehrstuhl des Produktions- und Kostentheoretikers Edmund Heinen, der das Institut für Industrieforschung und betriebliches Rechnungswesen leitete. 1970 wurde er bei Heinen mit der Dissertation Industrielle Forschung und Entwicklung. Entscheidungs- und systemtheoretische Aspekte zum Dr. oec. publ. promoviert und 1974 habilitierte er sich, ebenfalls mit einer von Heinen betreuten Arbeit (Das Sozialpotential betriebswirtschaftlicher Organisationen. Zur Entwicklung eines Personalinformationssystems auf der Grundlage der innerbetrieblichen Einstellungsforschung). Geprägt haben ihn in dieser Zeit die verhaltens- und entscheidungstheoretischen Entwicklungen innerhalb der Betriebswirtschaftslehre.

### Tätigkeit an der Universität der Bundeswehr München

#### Lehrstuhlinhaber, Gründungsdekan und Institutsleiter
Ab 1973 war er zunächst Vertreter des Lehrstuhls für Betriebswirtschaftslehre I und wurde ein Jahr später Inhaber des Lehrstuhls für Allgemeine Betriebswirtschaftslehre mit dem Schwerpunkt Entscheidungs- und Organisationsforschung, Personalwirtschaft an der Universität der Bundeswehr München in Neubiberg. Nach mehr als dreißigjähriger Tätigkeit wurde er 2007 emeritiert. Danach vertrat den Lehrstuhl Alexander Fliaster, ein Assistent Marrs, bis 2009 Stephan Kaiser Nachfolger wurde. Marr war Gründungsdekan der Fakultät für Wirtschafts- und Organisationswissenschaften an der Bundeswehruniversität. Er leitete dort das 19-köpfige Institut für Personal- und Organisationsforschung. Die Studentenzahl betrug zwischen 35 und 40 Personen. Marr betreute mehrere wissenschaftliche Arbeiten. Zu seinen akademischen Schülern und Mitarbeitern gehörten auch nachmalige Hochschulprofessoren u. a. Michael Stitzel (FU Berlin), Heidrun Friedel-Howe (UniBw München), Silke Wickel-Kirsch (Hochschule RheinMain), Regine Graml (Frankfurt University of Applied Sciences), Martin Elbe (HAM Erding), Alexander Fliaster (Otto-Friedrich-Universität Bamberg) und Andreas von Schubert (Hochschule Wismar).

#### Münchner Personalforum
Das Institut organisierte ab 1987 das Münchner Personalforum, eine Dialogveranstaltung zwischen Wissenschaft und Praxis, die sich mit aktuellen Fragen des Personalmanagements auseinandersetzte. 2007 wurde das Münchner Personalforum zuletzt zum 15. Mal ausgerichtet. Neben mehreren Personalvorständen von großen Unternehmen waren im Laufe der Zeit auch Landespolitiker und Wissenschaftler wie Hans Jürgen Drumm (Universität Regensburg), André Habisch (Katholische Universität Eichstätt-Ingolstadt), Franz Josef Radermacher (Universität Ulm), Ralf Reichwald (TU München), Sonja A. Sackmann (UniBw München) und Rolf Wunderer (Universität St. Gallen) Referenten. Wiederholt berichtete das Handelsblatt von der Veranstaltung.

#### Gesellschaft zur Förderung der Weiterbildung und MBA-Programme
Seit 1987 ist er Vorsitzender des Vorstands der gemeinnützigen und mit der Universität verbundenen Gesellschaft zur Förderung der Weiterbildung an der Universität der Bundeswehr München e. V. (gfw). Er gilt gemeinsam mit der gfw und der Universität des Saarlandes als „Pionier“ für MBA-Programme in Deutschland. 1989 war er „Spiritus rector“ für den „Henley MBA (Distance Learning)“, ein berufsbegleitendes Fernstudium in Kooperation von gfw mit dem britischen Henley Management College in Reading. In einer Zeitspanne von zehn Jahren sollen insgesamt 140 Absolventen den European Executive MBA durchlaufen haben.
Darüber hinaus war er für weitere Konzeptionen verantwortlich. So initiierte er 2006 den ausschließlich für Offiziere zugeschnittenen international und praxisorientierten MBA „International Management“ an der Hochschule Reutlingen und der Universität der Bundeswehr München. Dieser wird zu einem nicht unerheblichen Teil durch den Berufsförderungsdienst der Bundeswehr (BFD) getragen. Federführend war er auch an der Ausarbeitung eines Human-Resource-Masters beteiligt, ursprünglich für die Bundeswehruniversität vorgesehen, der nach Verzögerung mit erneuten Anlaufen 2011 als „Executive Master of Leadership in Human Resource Management“ unter der Leitung von Ingo Weller an der LMU München anlief. Marr ist Mitglied im Beirat.

### Gastprofessur und weitere Verpflichtungen
Von 1991 bis 1995 wirkte er als Gastprofessor an der Technischen Universität Chemnitz-Zwickau, wo er zunächst der Gründungskommission der Fakultät für Wirtschaftswissenschaften angehörte. Er baute die Fakultät mit auf, die bis heute einen Schwerpunkt auf Personal legt. Marr war von 2009 bis 2014 Akademieleiter und Vorsitzender des Vorstands der Verwaltungs- und Wirtschaftsakademie e. V. (VWA) München. 2011 wurde er in den Bundesvorstand der VWA gewählt.
Er begründete die Wissenschaftlichen Kommissionen „Personalwesen“ (1976) und „Organisation“ (1977) im Verband der Hochschullehrer für Betriebswirtschaft e. V. (VHB) mit. Von 1980 bis 1982 war er Vorsitzender der Kommission Personalwesen und zuvor von 1975 bis 1982 Vorstandsbeiratsmitglied des Verbandes. Gemeinsam mit Karl-Friedrich Ackermann und Eduard Gaugler und Praktikern aus der Wirtschaft erarbeitete er im Auftrag der Schmalenbach-Gesellschaft ein Curriculum zur Humanvermögensrechnung.
Von 2003 bis 2006 war er Vorsitzender des Wirtschafts- und Sozialwissenschaftlichen Fakultätentages (WiSoFT).

### Veröffentlichungen
Marr ist Autor zahlreicher Bücher (erschienen auch in Russland und Spanien), von Beiträgen in Sammelbänden (ca. 50) und von Zeitschriftenaufsätzen (ca. 30). So publizierte er in deutsch- und englischsprachigen wirtschaftswissenschaftlichen Fachzeitschriften u. a. in der Zeitschrift für Personalforschung, in Die Betriebswirtschaft, in Die Unternehmung, im Journal of Change Management und in Schmalenbachs Zeitschrift für betriebswirtschaftliche Forschung sowie in führenden Fachmagazinen für Personalwesen. Er verfasste Lexikonbeiträge in renommierten Nachschlagewerken wie der Enzyklopädie der Betriebswirtschaftslehre und der International Encyclopedia of Business and Management. Ab 1982 war er gemeinsam mit Ralf Reichwald (TU München) Herausgeber der Schriftenreihe Mensch und Arbeit im technisch-organisatorischen Wandel im Fachverlag Erich Schmidt.
Der von Marr bearbeitete Themenbereich umfasst u. a. Personalmanagement, Personalcontrolling und Human Resource Management. Er widmet sich in seinen Schriften immer wieder der individuellen Führung in Organisationen. In seiner Festschrift wird Marr ein Pragmatismus im Sinne Immanuel Kants attestiert, der auch auf die Sittlichkeit, d. h. Ethik und Moral, abstellt.
Ein Teil von Marrs Nachlass befindet sich heute im Universitätsarchiv der Universität der Bundeswehr München.

## Studien- und Forschungsergebnisse
Marr wird der dritten Generation der Personalmanagementforschung zugerechnet. Er steht als einer der wichtigsten Vertreter (gemeinsam mit Walter A. Oechsler aus Mannheim) in der ökonomischen Tradition von August Marx (1. Generation) und Eduard Gaugler (2. Generation). Zentraler Bezugsrahmen dieses akademischen Ansatzes sind Planung und Verwaltung, wobei die Beziehung zwischen Arbeitgeber und Arbeitnehmer, aber auch rechtliche und operative Aspekte einen wichtigen Platz einnehmen.

### Theoretische Arbeiten

#### Personalwirtschaft
Marr steuerte mehrere Buchkapitel zum Standardwerk Industriebetriebslehre (9. Auflage 1991) bei. Erstmals wurde in ein betriebswirtschaftliches Lehrbuch eigens ein Abschnitt „Personalwirtschaft“ aufgenommen. Marr und sein Kollege Peter Kupsch wurden damit 1972 durch ihren gemeinsamen Lehrer betraut. Methodisch und didaktisch bauten sie das Kapitel um die Anreiz-Beitrags-Theorie (Simon/March 1958) auf. Wie bereits Heinen lösten sie sich vom mechanistischen Menschenbild Erich Gutenbergs.
Im Jahr 1979 arbeitete Marr mit seinem Schüler Michael Stitzel einen „konfliktorientierten Ansatz“ heraus. Die Wissenschaftler ordnen die Personalwirtschaft einer sozialwissenschaftlich-interdisziplinär ausgerichteten Betriebswirtschaftslehre zu. Konflikte, bestehend aus den zu unterscheidenden Dimensionen Sichtbarkeit, Intensität, Häufigkeit und Zeitpunkt, seien aufgrund unterschiedlicher Zielkategorien ein unvermeidbarer Bestandteil des individuellen Verhaltens in 
Organisationen. Sie müssten innerhalb der wissenschaftlichen Disziplin erklärt und interessenausgleichende Handlungsempfehlungen gefunden werden. Der Ansatz hat Eingang in die Literatur gefunden und wird gelegentlich als „spezifische Ausprägung des Stakeholder-Ansatzes“ interpretiert.

#### Arbeitszeitmanagement
Im Jahr 1987 erschien im Erich Schmidt Verlag der Sammelband Arbeitszeitmanagement. Grundlagen und Perspektiven der Gestaltung flexibler Arbeitszeitsysteme (3. Auflage 2001). Darin definierte Marr auch den Begriff Arbeitszeitmanagement.

#### Europäisches Personalmanagement
Marr war 1991 Herausgeber des in der Wissenschaft positiv aufgenommenen Doppelbandes Euro-strategisches Personalmanagement, erschienen im Rainer Hampp Verlag. Darin wurde beleuchtet, wie sich der 1993 in Kraft tretende Europäische Binnenmarkt auf das Personalmanagement auswirken werde. Die Beiträge wurden verfasst von u. a. Fred G. Becker, Martin Hilb, Thomas R. Hummel, Peter Meyer-Dohm, Leo Kißler, Wolfgang Mayrhofer, Hans-Christian Pfohl, Wolfgang-Ulrich Prigge, Christian Scholz, Dieter Wagner und Hansjörg Weitbrecht. Marr selbst leitete das Werk dahingehend ein, dass es zu strategischen Herausforderungen kommen werde.

#### Absentismus
Als Hilfestellung für Praktiker gab Marr 1996 im Verlag für Angewandte Psychologie einen Sammelband, der zum damaligen Zeitpunkt einzigartig war, zum Thema Absentismus heraus. In insgesamt acht Beiträgen wurden der empirisch-theoretische Bereich, die Anreize zur Begegnung von motivations- und krankheitsbedingt Fehlzeiten und die einzelnen Auswirkungen auf das Arbeitsrecht aufgezeigt. Marr selbst arbeitete im ersten Kapitel einen Variablenkatalog heraus und umriss präventive und therapeutische Eingriffsmöglichkeiten.

#### Arbeitsverhältnisse
2003 erschien gemeinsam mit Alexander Fliaster das im Rainer Hampp Verlag veröffentlichte Werk Jenseits der „Ich AG“. Darin untersuchten die Autoren alternative Arten von Arbeitsverhältnissen zwischen Arbeitnehmern und Arbeitgebern. Sie orientierten sich dabei grundlegend am Begriff des Psychologischen Vertrages. Kritisch setzten sie sich insbesondere mit den Folgen einer möglichen Transformation von Unvollständigen Verträgen („relational“) hin zu transaktionalen Verträgen („transaktional“) auseinander. Marr und Fliaster ließen in ihre Arbeit auch die internationalen Entwicklungen der Idee der Corporate Governance einfließen.

### Empirische Arbeiten

#### Karriereanalyse von ehemaligen Offizieren
In dem Buch Kaderschmiede Bundeswehr? Vom Offizier zum Manager von 2001 (2. Auflage 2002) analysierte eine Gruppe um Rainer Marr vom Institut für Personal- und Organisationsforschung empirisch die Karriereperspektiven von Absolventen der Universitäten der Bundeswehr. Marrs Analyseergebnisse wurden sowohl in der Militärsoziologie als auch in den überregionalen Medien aufgegriffen. Die zugrunde liegenden Befragungen wurden 1991 und 1996 durchgeführt. Ehemalige Offiziere gelten oft als „high potentials“, die nach einer Eingewöhnungszeit in der zivilen Berufswelt zu Leistungsträgern avancieren können. Der Personalforscher Michel Domsch (HSU/UniBw Hamburg) kam bereits 1987 zu vergleichbaren Ergebnissen. Über 80 Prozent der Befragten von Marr wechselten nach ihrer Dienstzeit in die freie Wirtschaft. Studierte Offiziere stiegen mit einer Wahrscheinlichkeit von 82,9 zu 59 Prozent eher in Führungspositionen auf, als zivile Hochschulabsolventen. Fast die Hälfte erreichten die Ebene Geschäftsführer oder Vorstand. Es entstehe ein Netzwerk, so Medienvertreter. Marr räumte allerdings ein, dass unter den angeführten viele Selbständige seien. Als einschlägige Branchen gelten die Metallindustrie, die Luft- und Raumfahrttechnik, die Elektrotechnik und die Computerindustrie.

#### Studie zum Personalabbau
Marr veröffentlichte 2003 gemeinsam mit seiner Mitarbeiterin Karin Steiner im Deutschen Universitäts-Verlag eine Studie zu den Maßnahmen des Personalabbaus deutscher Unternehmen im Zuge gestiegenen Wettbewerbsdrucks. Sie gilt als eine der wenigen empirischen Arbeiten auf diesem Gebiet. Die Forscher untersuchten in Form von Befragungen von Führungskräften und deren Mitarbeitern im Detail den Verlust des Humankapitals im Zuge eines professionellen Trennungsmanagements. Im Ergebnis konnten die ökonomischen Unternehmensziele wie die Senkung von Personalkosten allerdings von den befragten Unternehmen nicht erreicht werden. Marr und Steiner widmeten sich ferner einer Gesamtbetrachtung von indirekten und sozialen Effizienzkriterien. Der Erfolg hänge insbesondere vom jeweils eingesetzten weichen oder harten Instrumentarium (z. B. Einstellungsstopp, Nichtverlängerung von Zeitverträgen, Umsetzungen und Versetzungen, und Aufhebungsverträge) und von der Gestaltung des Prozesses ab. Kritisch bewerteten sie, dass bei den Alternativen zum Personalabbau die Mitwirkungsmöglichkeiten der Arbeitnehmer sehr beschränkt seien.

#### Personalmanagement-Professionalisierungs-Index
Für die Deutsche Gesellschaft für Personalführung (DGFP) entwickelte Marr den Personalmanagement-Professionalisierungs-Index (pix), der seit 2004 den Zusammenhang zwischen Personalmanagement und Unternehmenserfolg messen soll. Im Zuge der Einführung des Index gab es eine wissenschaftliche Fachdiskussion, die in der Zeitschrift für Personalforschung ausgetragen wurde.

## Schriften (Auswahl)

### Monografien
- Industrielle Forschung und Entwicklung. Entscheidungs- und systemtheoretische Aspekte. Dissertation, Universität München, 1970.
- Innovation und Kreativität. Planung und Gestaltung industrieller Forschung und Entwicklung (= Die Betriebswirtschaft in Forschung und Praxis. Band 13). Gabler Verlag, Wiesbaden 1973, ISBN 3-409-36082-4.
- mit Michael Stitzel (unter Mitarbeit von Heidrun Friedel-Howe): Personalwirtschaft. Eine konfliktorientierter Ansatz. Verlag moderne Industrie, München 1979, ISBN 3-478-38200-9.
- Das Sozialpotential betriebswirtschaftlicher Organisationen. Zur Entwicklung eines Personalinformationssystems auf der Grundlage der innerbetrieblichen Einstellungsforschung (= Betriebswirtschaftliche Schriften. Heft 95). Duncker & Humblot, Berlin 1979, ISBN 3-428-04359-6. [Habilitationsschrift]
- Die Zukunft der Arbeit. Die Arbeit der Zukunft. Das Problem der 4 Millionen (= Friedrichshafen: Forum FN. Heft 42). Friedrichshafen, Friedrichshafen 1995, ISBN 3-89549-100-4.
- mit Santiago García Echevarría: La dirección corporativa de los recursos humanos de Rainer Marr. Ediciones Díaz de Santos, Madrid 1997, ISBN 84-7978-319-2.
- mit Martin Elbe: Personal als Passion. Vorträge zu den Münchner Personalforen. Edition gfw, Neubiberg 2000, ISBN 3-9807539-0-5.
- mit Karin Stein: Personalabbau in deutschen Unternehmen. Empirische Ergebnisse zu Ursachen, Instrumenten und Folgewirkungen (= Gabler Edition Wissenschaft). Deutscher Universitäts-Verlag, Wiesbaden 2003, ISBN 3-8244-7869-2.
- mit Alexander Fliaster: Jenseits der „Ich AG“. Der neue psychologische Vertrag der Führungskräfte in deutschen Unternehmen. Rainer Hampp Verlag, München [u. a.] 2003, ISBN 3-87988-754-3.

### Sammelbände
- Arbeitszeitmanagement. Grundlagen und Perspektiven der Gestaltung flexibler Arbeitszeitsysteme (= Mensch und Arbeit im technisch-organisatorischen Wandel. Band 4). Erich Schmidt Verlag, Berlin 1987, ISBN 3-503-02628-2 (2. neu bearbeitete Auflage 1993, ISBN 3-503-03424-2; 3. neu bearbeitete Auflage 2001, ISBN 3-503-06056-1).
- Mitarbeiterorientierte Unternehmenskultur. Herausforderung für das Personalmanagement der 90er Jahre (= Mensch und Arbeit im technisch-organisatorischen Wandel. Band 6). Erich Schmidt Verlag, Berlin 1989, ISBN 3-503-02850-1.
- Absentismus. Der schleichende Verlust an Wettbewerbspotential (= Schriftenreihe Psychologie für das Personalmanagement. Band 12). Verlag für Angewandte Psychologie, Göttingen 1996, ISBN 3-8017-0857-8.
- mit Herbert Schmidt: Personalmanagement unter Bedingungen einer sozialen Marktwirtschaft. International Labour Office 1997 (Übersetzung ins Russische durch Alexander Fliaster).
- Euro-strategisches Personalmanagement (= Sonderband der Zeitschrift für Personalforschung). 2 Bände, Rainer Hampp Verlag, München [u. a.] 2001, ISBN 3-87988-013-1.
- Kaderschmiede Bundeswehr? Vom Offizier zum Manager. Karriereperspektiven von Absolventen der Universitäten der Bundeswehr in Wirtschaft und Verwaltung. Mit Vorworten von Jürgen Schnell und Frank Hurtmanns. Edition gfw, Neubiberg 2001, ISBN 3-9807539-1-3 (mit einem Vorwort von Peter Struck, 2. verbesserte und erweiterte Auflage 2002, ISBN 978-3-9807539-4-4).
- Managing people. Perspektiven für das Personalmanagement. Beiträge zum 10. Münchner Personalforum. Edition gfw, Neubiberg 2002, ISBN 3-9807539-2-1.

### Gespräche / Interviews
- Simon Hage: Interim Management. „Der herkömmliche Manager wird zu teuer“. In: manager magazin, 20. Oktober 2004.
- Ruth Lemmer: Kurzinterview: „Flexibilität ist Trumpf“. In: Personal – Zeitschrift für Human Resource Management 3/2005, S. 21.
- Oliver Steeger: „Unsere Absolventen werden in Projektmanagement und Unternehmensführung ‚zuhause sein‘“. Münchner PM Masterstudiengang in Kooperation mit der GPM entwickelt. In: Projektmanagement aktuell 03/2007, S. 55–57.
- Mensch und Ökonomie – wo liegen Innovationspotenziale? Gespräch mit Prof. Dr. Rainer Marr zum Thema Mensch und Ökonomie – Innovationspotenziale eines Wertespagats. In: Sonja A. Sackmann (Hrsg.): Mensch und Ökonomie. Wie sich Unternehmen das Innovationspotenzial dieses Wertespagats erschließen. Gabler Verlag, Wiesbaden 2008, ISBN 978-3-8349-0683-0, S. 413–422.